# Hays Code

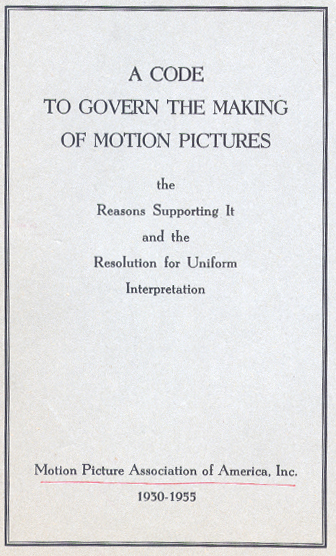
Voorpagina van Production Code

De Hays Code of Motion Picture Production Code was een verzameling regels waaraan Amerikaanse films moesten voldoen op het gebied van zedelijk gedrag. Amerikaanse films mochten alleen worden uitgebracht in Amerikaanse bioscopen als er geen verwijzingen waren naar seksualiteit, homoseksualiteit, rassenvermenging, abortus en drugs. Extreem geweld mocht niet worden uitgebeeld en misdaad moest altijd worden gestraft.
De Hays Code werd toegepast tussen 1934 en 1968. Deze code was bedoeld als zelfcensuur voor en door de Amerikaanse filmindustrie en een belangrijke reden van de invoering was de angst voor het instellen van overheidscensuur.

## De aanleiding

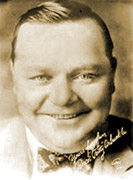
Roscoe "Fatty" Arbuckle

Op 5 september 1921 hield Hollywoodacteur Roscoe "Fatty" Arbuckle een feestje in een kamer in het St. Francis Hotel. Een van de genodigden, actrice Virginia Rappe, werd ernstig ziek en later onderzocht door de hoteldokter. Volgens de arts was de vrouw dronken en hij gaf haar morfine om te kalmeren. In het ziekenhuis bleek later dat Rappe al langer ziek was, ze leed aan een chronische blaasontsteking die werd verergerd als ze zwaar dronk. Een vriendin van Rappe beschuldigde in het ziekenhuis Fatty Arbuckle van verkrachting. De dokter vond hier echter geen sporen van. De volgende dag overleed Virginia Rappe aan buikvliesontsteking als gevolg van een gescheurde blaas. Arbuckle werd kort daarop gearresteerd en beschuldigd van verkrachting en doodslag. Groeperingen die zich bezighielden met Amerikaanse zedelijk gedrag eisten de doodstraf. Er volgden een aantal rechtszaken en uiteindelijk werd Arbuckle vrijgesproken. Alle persaandacht had de acteur echter gebroken en hij kwam vrijwel niet meer aan het werk. De zaak van Fatty Arbuckle was een van de vier grote Hollywoodschandalen begin jaren twintig van de twintigste eeuw. In 1920 overleed Olive Thomas nadat ze op een feestje een grote hoeveelheid medicijnen opdronk bestemd voor haar man, acteur Jack Pickford. Na de dood van Virginia Rappe in 1921 volgde de zaak Taylor. Regisseur William Desmond Taylor werd in februari 1922 vermoord, waarna actrices Mary Miles Minter en Mabel Normand hun carrières konden vergeten. Niet omdat ze Taylor vermoord hadden, maar omdat ze ervan verdacht werden. In 1923 ten slotte overleed acteur/regisseur Wallace Reid aan de gevolgen van drugsmisbruik. De filmindustrie in Hollywood begon zich zorgen te maken over de effecten van deze schandalen op het publiek.

## Hollywood zonder censuur
Van zelfcensuur was in Hollywood aan het begin van twintigste eeuw weinig sprake. Er waren lokale wetten, wat vage afspraken tussen de verschillende studio's en men hield zo veel mogelijk rekening met de publieke opinie. Maar echte regels waren er niet en tussen 1915 en 1935 verschenen er diverse films waarin homoseksualiteit, seksuele toespelingen, rassenvermenging, drugsgebruik, ontrouw, abortus en extreem geweld een belangrijke rol speelde. In de vele gangsterfilms die begin jaren dertig werden gemaakt, als bijvoorbeeld The Public Enemy (1931), Little Caesar (1931) en Scarface (1932) zijn de gangsters niet alleen extreem gewelddadig, maar ook vaak helden in plaats van schurken.
Niet iedereen was gelukkig met deze films en voor veel Amerikanen was Hollywood synoniem geworden met corruptie, seks en geweld. Omdat de bioscoopgangers nog altijd in groten getale naar hun films kwamen maakten de meeste studio's zich geen zorgen over deze opinie. Maar het morele bewustzijn van conservatief Amerika won snel aan invloed. Veel gelovigen, zowel protestant als katholiek (en dat was in die tijd vrijwel de hele bevolking) zagen dat film ook kon bijdragen tot de zedelijke opvoeding van de natie. Alleen, dan moest de filmindustrie wel andere films gaan maken, films met meer aandacht voor het morele welzijn. Daarnaast begon ook de overheid zich met de inhoud van de films te bemoeien. Al in 1915 oordeelde het Hoogste Gerechtshof dat 'vrijheid van meningsuiting zich niet uitstrekte tot de film' en dat niet alles was geoorloofd. Hollywood besloot zich te wapenen en richtte in 1916 de National Association of the Motion Picture Industry op met als doel de filmindustrie te verenigen en het zedelijk verval van de films tegen te gaan. Het initiatief bloedde echter al snel dood. Maar de schandalen van 1921–1923 schudden de bevolking wakker en dit signaal werd snel opgepikt door de grote filmstudio's. Hollywood wilde niet dat de Amerikaanse bevolking zich massaal zou afkeren van de bioscoop. Ook bestond het gevaar dat de overheid zou ingrijpen en de filmindustrie geen grip zou hebben op de censuur. Er waren al initiatieven van verschillende staten als New York in 1921 en Virginia in 1922 om censuur in te voeren. Hoewel deze censuur nog weinig effectief was, begreep de filmindustrie dat men beter zelf kon ingrijpen.

## Zelfcensuur

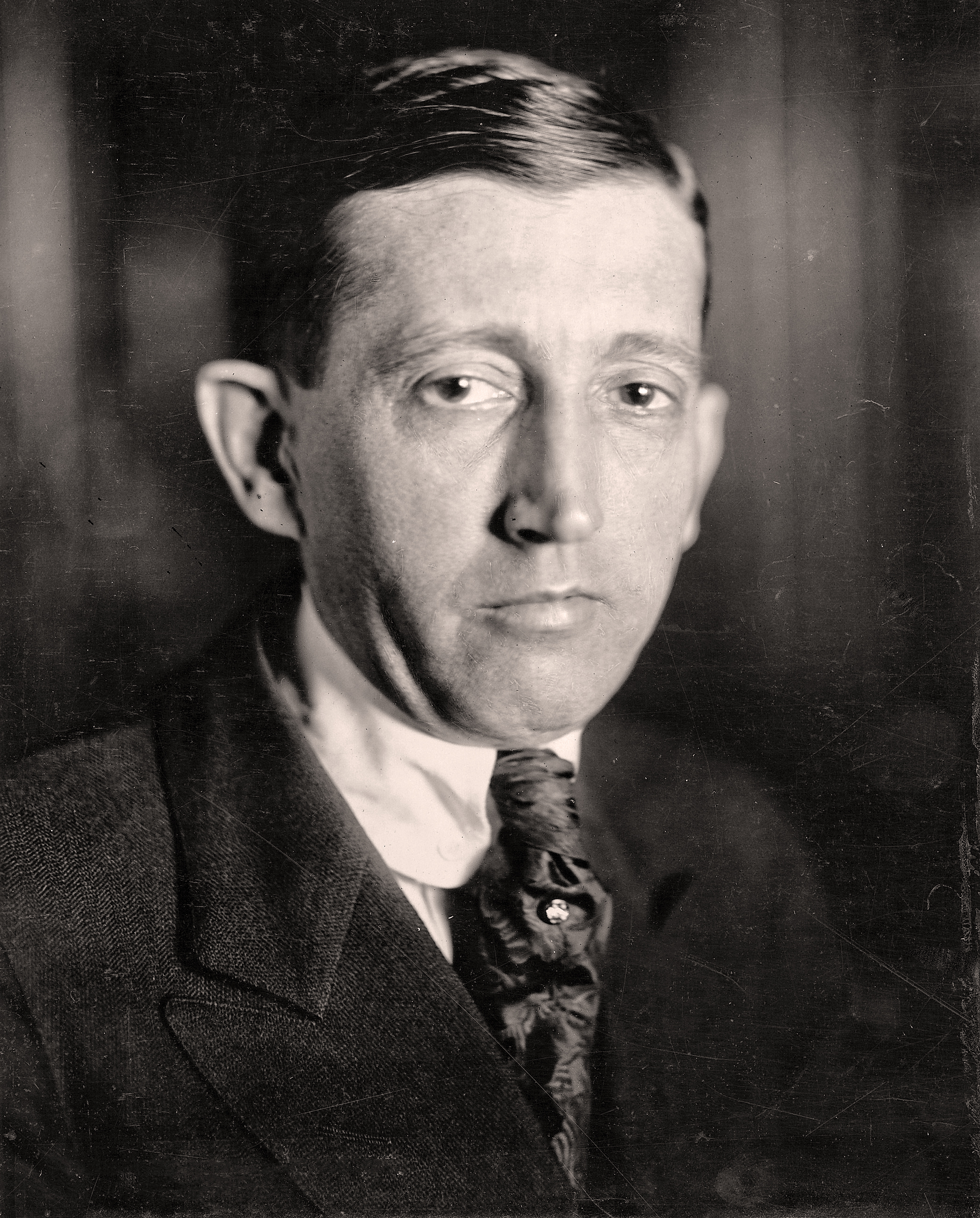
Will H. Hays

In 1922, nog tijdens de rechtszaken tegen Fatty Arbuckle, vroegen de Amerikaanse filmstudio's aan de voormalige minister der Posterijen, Will H. Hays, om hen te helpen om het imago van de filmindustrie weer schoon te wassen. Hays kreeg 100.000 dollar per jaar voor zijn diensten, in die tijd een enorm bedrag, en hij werd benoemd tot voorzitter van de Motion Picture Producers and Distributors of America (MPPDA), de vereniging van de Amerikaanse filmindustrie en -distributeurs. Hij zou het voorzitterschap vijfentwintig jaar lang uitoefenen. Hays ging gelijk aan het werk. Zijn eerste aanbevelingen om de filmindustrie schoon te poetsen, introduceerde hij in 1924 onder de naam The Formula (de formule). Een van de adviezen was dat de studio's in Hollywood een aantal directeuren zouden afvaardigen voor een comité voor filmcensuur. Hij kreeg gehoor en Irving Thalberg van Metro-Goldwyn-Mayer, Sol Wurtzel van 20th Century Fox en E.H. Allen van Paramount Pictures namen deel. De drie stelden een lijst op met elf onderwerpen die niet in een film mochten voorkomen en 26 onderwerpen waarmee filmmakers voorzichtig moesten zijn. Ze baseerden zich daarbij op lokaal opererende censuurinstellingen. De lijst werd goedgekeurd, maar wat ontbrak was controle en belangrijker, middelen om de censuur af te dwingen.

## De Hays Code wordt ingesteld
Dus werden er nog altijd films gemaakt waarbij geen zelfcensuur werd toegepast. Pas in 1929 kwam er schot in de zaak toen de katholieke lekenpriester Martin Quigley, redacteur van de Motion Picture Herald, en de jezuïetenpriester Daniel A. Lord, samen een code voor de filmindustrie bedachten en publiceerden. Will Hays was gelijk verrukt over deze code en verspreidde de regels onder de studio's in Hollywood. Uit de code van Quigley en Lord sprak veel bezorgdheid over de invloed van de geluidsfilm op kinderen. Beide mannen werden in februari 1930 uitgenodigd door Hays en Thalberg om de code verder uit te werken en te laten gelden voor de gehele Amerikaanse filmindustrie. Met name Thalberg zag graag een eigen code tot stand komen omdat hij bang was voor overheidscensuur. Er werd door Hays een controle-instituut in het leven geroepen, het Studio Relations Committee (SRC). Onder leiding van kolonel Jason S. Joy werd toezicht gehouden en de studio's geadviseerd over wat nu wel en niet mocht. Op 31 maart 1930 werd de code officieel voor de filmindustrie ingesteld.
Het geheel viel uiteen in twee delen:
1. Een verzameling algemene beginselen, met name over de zedelijkheid.
2. Een verzameling specifieke toepassingen met daarin een lijst van onderwerpen die eigenlijk niet genoemd konden worden.

Merkwaardig genoeg werd een aantal onderwerpen verboden, zonder die expliciet te benoemen. Zo werden bepaalde vloeken niet met name genoemd maar wel vaag aangeduid, terwijl ook homoseksualiteit wel uit de film werd verbannen zonder specifiek genoemd te worden. Andere zaken werden wel genoemd zoals een verbod op onderwerpen als rassenvermenging. De code probeerde ook onderwerpen te promoten die de traditionele waarden benadrukten. De consequentie was dat onderwerpen die deze waarden ondermijnden moesten verdwijnen. Dus geen onderwerpen als ontrouw, om zo de waarde van het huwelijk te benadrukken. Misdaad mocht niet langer lonend zijn, maar moest bestraft worden. Dus het was afgelopen met films met gangsters die uitgroeiden tot helden. Vertegenwoordigers van de kerk en gezagsdragers moesten met respect in beeld gebracht worden. De SRC die de code moest controleren bleef echter achter de feiten aanlopen. Men had te weinig mankracht om alle films te bekijken en te beoordelen. Bovendien had men nog altijd geen macht om studio's te dwingen bepaalde scènes te wijzigen of te verwijderen. Inmiddels had ook de grote economische crisis in de VS van 1929 een hoogtepunt bereikt en de studio's produceerden meer en meer films met veel geweld en weinig moraal. Als de massa maar kaartjes kocht, was het cynische standpunt. Weinig filmbazen trokken zich nog iets van de code aan en alweer leek het initiatief op sterven na dood.

## Een nieuwe start

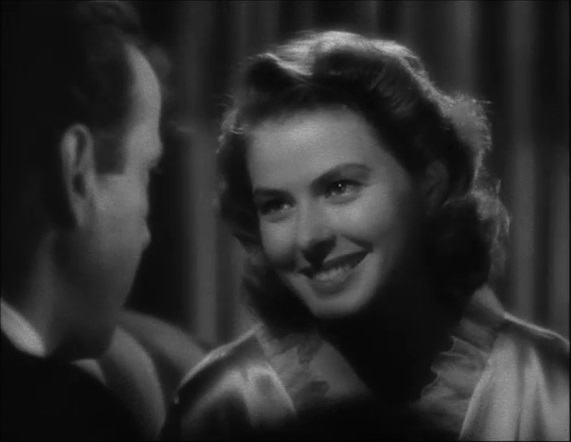
Ingrid Bergman in Casablanca

Steun voor de code kwam wederom van christelijke zijde. In 1933 richtte de Amerikaanse aartsbisschop John T. McNicholas de Catholic Legion of Decency (CLOD) op. McNicholas reageerde op onrust in zijn omgeving over geweld en seks in films. De CLOD ging zich inzetten om de 'vernietiging van de onschuld van de jeugd' tegen te gaan. Er moest een campagne komen om de bioscopen te zuiveren. De CLOD riep met steun van de aartsbisschop katholieken op om films te boycotten met te veel seks en geweld. Het initiatief werd opgepikt door Will Hays en in juni 1934 maakte de Hays Code een nieuwe start. Op 13 juni 1934 werd een amendement aangenomen waarin stond dat alle films die na 1 juli in de VS werden vertoond een speciaal certificaat van goedkeuring moesten hebben. Het certificaat zou worden afgegeven door de pas opgerichte Production Code Administration (PCA) onder leiding van Joseph Breen. Films zonder dit certificaat konden een distributie in de talloze Amerikaanse bioscopen wel vergeten. De filmindustrie gaf eindelijk toe, grotendeels ook uit angst dat de overheid op een dag censuur zou invoeren. Joseph Breen had aanmerkelijk meer mankracht dan de SRC en controleerde vooraf alle scripts op inbreuk op de code. Dit was een aanzienlijke verbetering op de mogelijkheden die de SRC had. Deze instelling kon alleen maar achteraf ingrijpen als de films al gemaakt waren.
De PCA had twee kantoren, een in Hollywood en een in New York en de macht van Breen om in te grijpen in films groeide uit tot legendarische proporties. Hij werd intens gehaat door sommige scenaristen, regisseurs en studiobazen vanwege zijn vaak rigoureuze ingrepen in scripts en films. Hoewel de Hays Code enerzijds de creativiteit inperkte, bracht het anderzijds ook onverwachte creativiteit aan het licht. In de film Casablanca bijvoorbeeld was er geen sprake van dat de hoofdpersoon Rick aan het einde van de film zou weglopen met Ilse, die getrouwd was met een ander. Overspel was al niet eens toegestaan. Dit leidde tot het legendarische einde van de film waar Rick net doet alsof hij niet langer van Ilse houdt en haar tegen zijn gevoelens in naar haar man laat teruggaan. Regisseurs en scenaristen moesten diep graven in hun creativiteit om bijvoorbeeld seksuele spanning te suggereren zonder dat de PCA ingreep. Beroemde ingrepen van Breen zijn te vinden in Tarzan and His Mate waar een naaktscène werd verwijderd en The Outlaw uit 1943 geproduceerd door Howard Hughes. Volgens Breen lag in de advertenties voor de film de nadruk veel te veel op de borsten van actrice Jane Russell. De film kreeg geen certificaat en Hughes kon jarenlang zijn film niet kwijt in de theaters. Zelfs de tekenfilm ontkwam niet aan de Hays Code. Het uitdagend geklede tekenfilmfiguurtje Betty Boop kreeg bijvoorbeeld een nettere jurk aangemeten.

## De invloed wordt minder

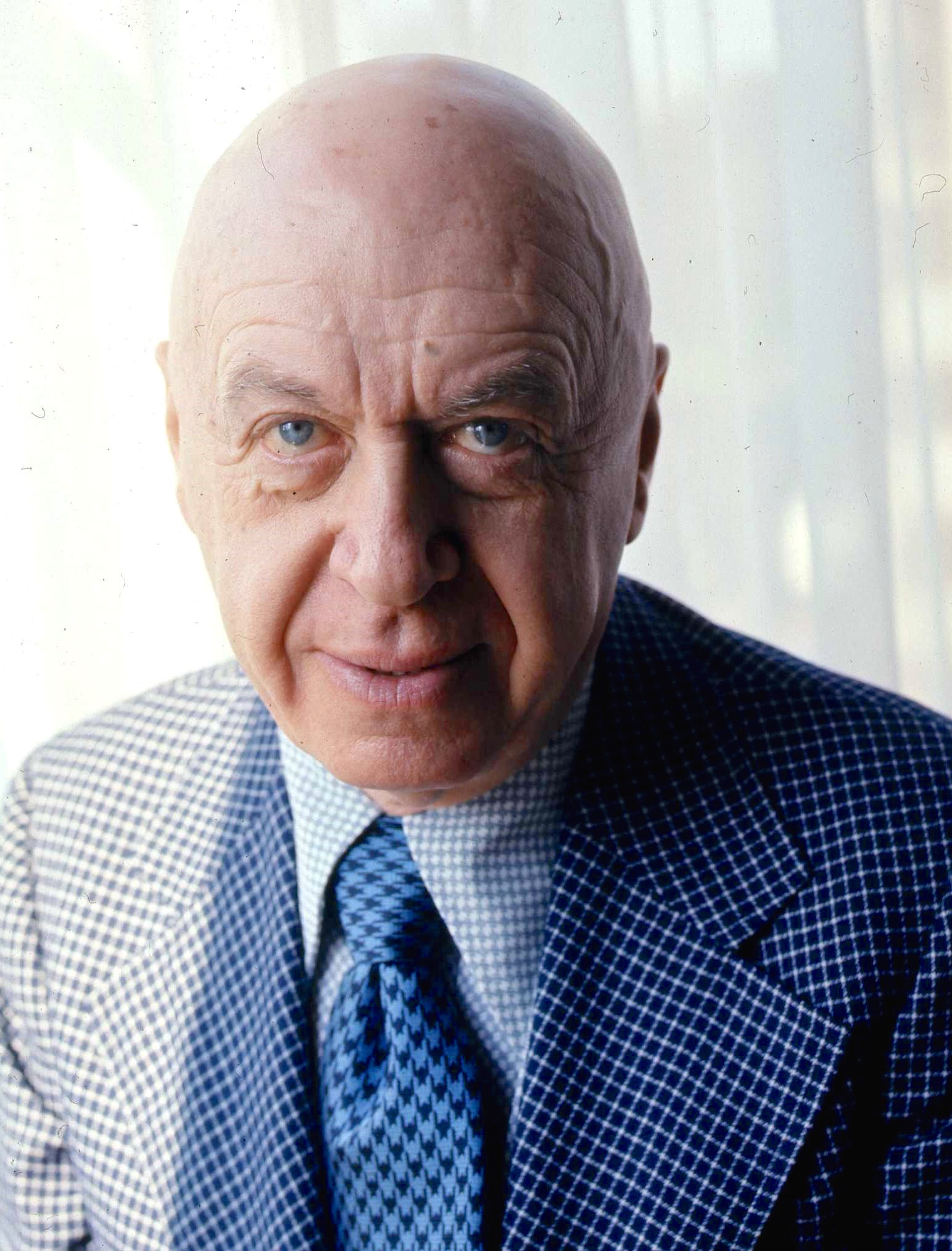
Otto Preminger in 1976

Tegen het einde van de jaren veertig begon de invloed van de code minder te worden. Zaken als verkrachting en rassenvermenging werden toegestaan in films als Johnny Belinda (1948) en Pinky (1949). Maar de grote klap kwam in het decennium daarna. In de jaren vijftig liep Hollywoods gouden tijd (1910–1960) ten einde. De studio's waren minder machtig en de televisie werd een grote concurrent. Regisseurs en acteurs gingen buiten het studiosysteem werken en de komst van de televisie dwong studio's om meer geweld en seks in hun films te brengen om beter te kunnen concurreren. Ook was er de invloed van buitenlandse films als Ladri di biciclette van Vittorio De Sica en Sommaren med Monika van Ingmar Bergman. Deze films toonden wel geweld en seks, of verwijzingen daarnaar. De PCA reageerde door de code in 1951 nog strenger te maken. Woorden als 'beha', of 'netkousen' mochten niet langer genoemd worden. Voor regisseur Otto Preminger was de aanscherping van de code juist reden om de PCA nog meer uit te dagen. Zijn controversiële film The Moon Is Blue uit 1953 verscheen zonder het PCA-certificaat van goedkeuring in de bioscopen. Hij herhaalde dit met The Man with the Golden Arm (1955), waarin drugsmisbruik een grote rol speelt en Anatomy of a Murder uit (1959) waar verkrachting in voorkomt. De films waren zeer succesvol en dat ondermijnde de invloed van de code. In 1954 ging Joseph Breen met pensioen en met zijn vertrek nam ook de rol van de PCA steeds meer af. Onderwerpen als rassenvermenging, overspel, prostitutie en abortus slopen langzaam de Amerikaanse films binnen. In de zeer succesvolle komedie Some like it hot van Billy Wilder uit 1959 komen toespelingen op homoseksualiteit en zelfs het homohuwelijk voor.

## Het einde van de code
De jaren zestig brachten grote veranderingen. De denkbeelden over seks en homoseksualiteit veranderden en de code werd steeds meer aangepast. Toen in 1964 de film The Pawnbroker van Sidney Lumet werd uitgebracht was het hek van de dam. De film bevatte scènes van actrices met ontblote borsten. De PCA was na lang aarzelen akkoord gegaan met een uitzondering op de eisen van de code en had een certificaat van goedkeuring afgegeven. Blowup uit 1966 werd door MGM zelfs zonder certificaat uitgebracht en de PCA stond machteloos. Men trachtte het tij nog te keren door de uitgebreide code te vervangen door een lijst met elf punten, en met de aanbeveling om het stempel 'Alleen voor volwassenen' aan te brengen op films met seksueel getinte inhoud of veel geweld. Met deze aanduiding veranderde de code van karakter. Toen Who's Afraid of Virginia Woolf? in 1967 uitkwam, kreeg de film de aanduiding 'alleen voor volwassenen' en een certificaat van goedkeuring. Alle vloeken in de film waren echter gehandhaafd. Het was duidelijk dat de Hays Code zijn langste tijd had gehad. Op 1 november 1968 werd de code vervangen door een systeem van letterclassificaties waarbij films voorzien werden van een letter, zoals G voor General Audiences (Alle leeftijden) of R voor Restricted (kinderen onder 16 jaar geen toegang).

## De Richtlijnen
Een vertaling van de originele richtlijnen:
De items in onderstaande lijst zullen in geen geval verschijnen of gebruikt worden in films van productiemaatschappijen die lid zijn van de associatie:
1. Laster naar God. Woorden zoals "God," "Lord," "Jesus," "Christ", "hell," "damn," "Gawd," mogen niet gezegd noch gelipt worden tenzij het woord rechtstreeks verwijst naar God of Jezus. Andere godslasterende woorden zijn eveneens verboden alsook vulgaire zinnen.
2. Elke vorm van zedeloosheid, inclusief suggestief, zoals naaktheid is verboden, ook in silhouet.
3. Illegaal verkeer van drugs
4. Het tonen van enige vorm van seks
5. Gebruik van blanke slaven
6. Rassenvermenging (blanke mensen mogen geen verhouding hebben met zwarte mensen)
7. Seksuele hygiëne en geslachtsziekten
8. Het tonen van een bevalling, ook niet in silhouet
9. Geslachtsdelen van kinderen
10. Het ridiculiseren van geestelijken
11. Het beledigen van een natie, ras of geloof

De items in de volgende lijst zijn toegelaten, hoewel men er extra op toe dient te zien hoe ze worden getoond. Vulgariteit en suggestiviteit dienen vermeden te worden om de goede smaak te bewaren.
1. Gebruik van landsvlaggen
2. Internationale relaties (zoals het ridiculiseren van gebruiken die elders in de wereld normaal zijn, maar niet in Amerika)
3. Brandstichting
4. Vuurwapens
5. Diefstallen, overvallen, kraken van brandkasten, het laten ontploffen van treinen, mijnen, gebouwen... door middel van dynamiet
6. Brutaliteit en inhumaniteit
7. Zelfmoord op enige wijze
8. Smokkelmethodes
9. Ondervragingsmethodes
10. Het tonen van ophangingen of elektrocutie als legale straf voor criminaliteit
11. Sympathie voor criminelen
12. Attitude naar publieke personen en instituten
13. Oproer
14. Kinder- en dierenmishandeling
15. Brandmerken van mensen of dieren
16. Het schenden van de eerbaarheid van een vrouw
17. Verkrachting
18. Bruiloftsnacht
19. Man en vrouw tezamen in bed
20. Opzettelijk verleiden van meisjes
21. Het huwelijk
22. Chirurgische ingrepen
23. Gebruik van drugs
24. Titels of scènes waarin men moedwillig de wet overtreedt
25. Overdreven kuspartijen, zeker wanneer een van de personages een crimineel is